# Patiala State Monorail Trainways
La Patiala State Monorail Trainways (abbreviato PSMT), attiva dal 1907 al 1927 nel Punjab, stato federato dell'India, è stata una ferrovia monorotaia di tipo Ewing. Una locomotiva a vapore originale con una carrozza sono conservati funzionanti presso il National Rail Museum di Nuova Delhi dove vengono messi periodicamente in funzione a scopo dimostrativo.

## Storia
Il progetto della ferrovia si deve al colonnello Bowles, ingegnere civile inglese, che era responsabile di molti progetti per conto del Maraja di Patiala Bhupinder Singh. Era tra l'altro responsabile della costruzione delle Officine Kharagpur della Bengal-Nagpur Railway dove utilizzò, per la movimentazione dei materiali all'interno del cantiere, una ferrovia Ewing.
Quando Bowles divenne "ingegnere di stato" decise di utilizzare il sistema Ewing per realizzare un primo tratto di ferrovia, ultimata nel 1907 tra Bassi e Sirhind nel distretto di Patiala, per un percorso di 6 miglia (8 km).
La costruzione della nuova ferrovia venne appaltata alla società Ms. Marshland Price & Co.
Successivamente si progettò di estendere la tratta fino da Bassi fino a Morinda (15 miglia) e costruirne una nuova da Patiala a Sunam (35 miglia), per un totale di circa 50 miglia, circa 81 km.
Tuttavia sembra che la costruzione della ferrovia, in realtà, non avesse mai effettivamente raggiunto Sunam.
L'avvento dei mezzi di trasporto su strada rese non competitiva la linea, che fu chiusa nel 1927 dopo un graduale declino.

## Percorso
Furono realizzate due tratte, non connesse tra loro, per un totale di cinquanta miglia:
Sirhind-Morinda (15 miglia)
- Sirhind (ora "Sirhind-Fatehgar")
- Bassi
- Alampur
- Morinda

Patiala-Sunam (35 miglia)
- Patiala
- Bhawanigarh
- Sunam

## Materiale rotabile

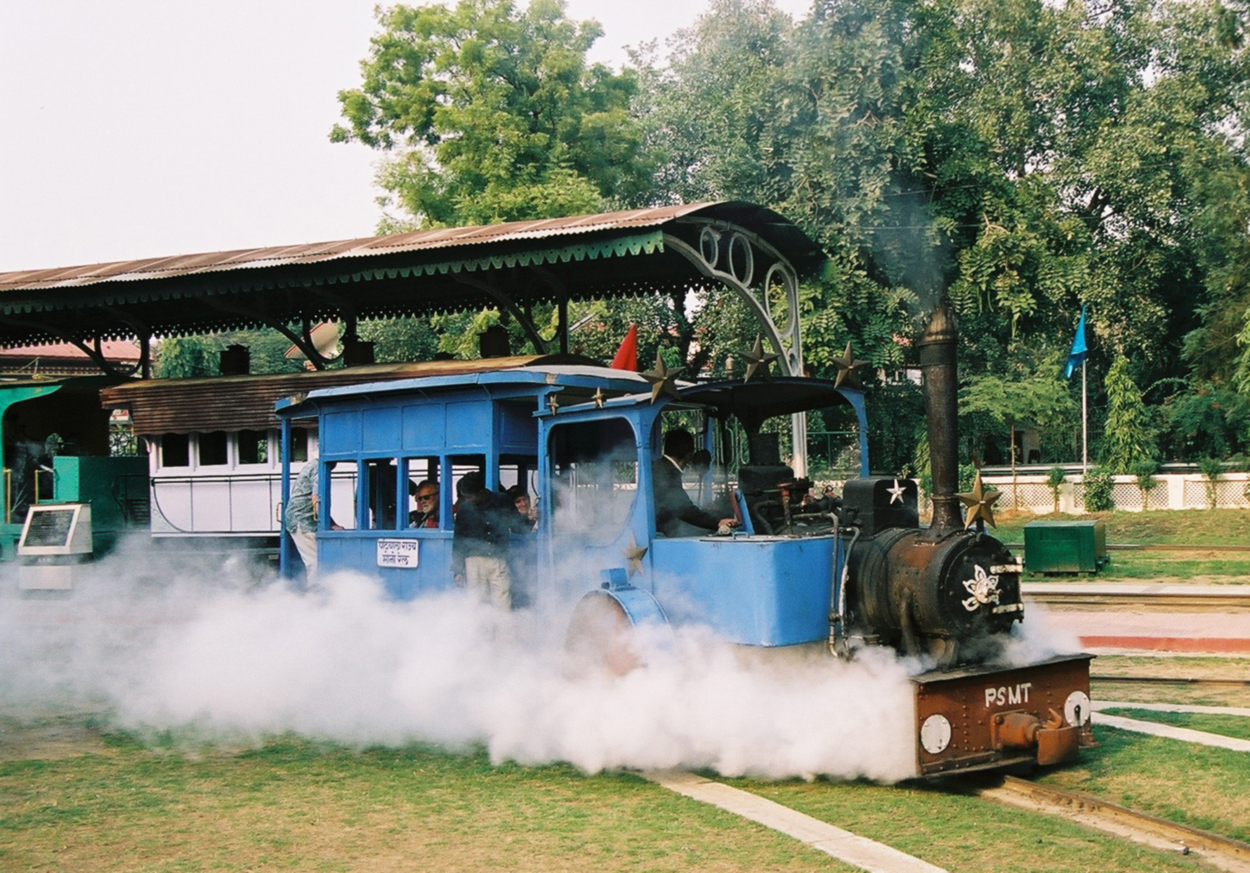
La locomotiva esposta al Museo di Delhi

La ferrovia era usata prevalentemente per il trasporto di merci (soprattutto grano), ma anche di passeggeri, come si può evincere da alcune foto dell'epoca.
Il materiale rotabile consisteva comunque per la maggioranza in carri singoli a trazione animale, per lo più trainati da buoi e muli.
Sempre da foto dell'epoca risulta che sia stata utilizzata sulla linea Sirhind-Morinda almeno una motrice di evidente costruzione artigianale, con motore a scoppio di derivazione automobilistica o motociclistica, utilizzata per il traino di più vagoni. Il colonnello Bowles, ingegnere capo della ferrovia, disponeva di una carrozza personale per l'ispezione della linea.

### Locomotive a vapore
Nel 1909 la Orenstein & Koppel di Berlino costruì, espressamente per la PSTM, quattro locotender a vapore, derivate dalla O&K 0-6-0 di serie. Il rodiggio di queste locomotive era 0-3-0, ovvero tre ruote motrici allineate al centro degli assali. Gli stantuffi erano esterni, da 5 pollici  e ½ per 14; La ruota stradale di appoggio, sul lato destro, aveva un diametro di 39 pollici (circa un metro).
Rispetto alla 0-6-0 di serie, le locotender della PSTM avevano cabina e serbatoio laterale dell'acqua allargati verso destra, potendo avvantaggiarsi della ruota esterna di appoggio; lo sportello del bruciatore era laterale anziché posteriore.
Queste locomotive furono utilizzate solo sulla linea Patiala-Sunam.

## Il recupero
Uno storico delle ferrovie, Mr. Mike Satow, nel 1962 scoprì una di queste locomotive abbandonata in un deposito a Patiala, insieme ad altro materiale proveniente dalla PSTM. Grazie anche al suo interessamento, la locomotiva PSTM-4 fu restaurata presso le officine Northern Railway Workshop della Indian Railways ad Amritsar, e nel 1976 tornò ad essere funzionante. Su un telaio originale, anch'esso recuperato, venne ricostruita nelle stesse officine la carrozza personale dell'ingegnere capo colonnello Bowles, utilizzata per l'ispezione della linea. Al suo interno, invece delle poltrone intrecciate, sono state sistemate delle panchette in legno per il trasporto dei passeggeri.
Attualmente (2009) la locomotiva PSMT-4 e la carrozza ricostruita sono conservate funzionanti al National Rail Museum di Nuova Delhi e vengono fatti circolare ogni domenica su un piccolo tracciato dimostrativo di ferrovia Ewing.

## Galleria d'immagini

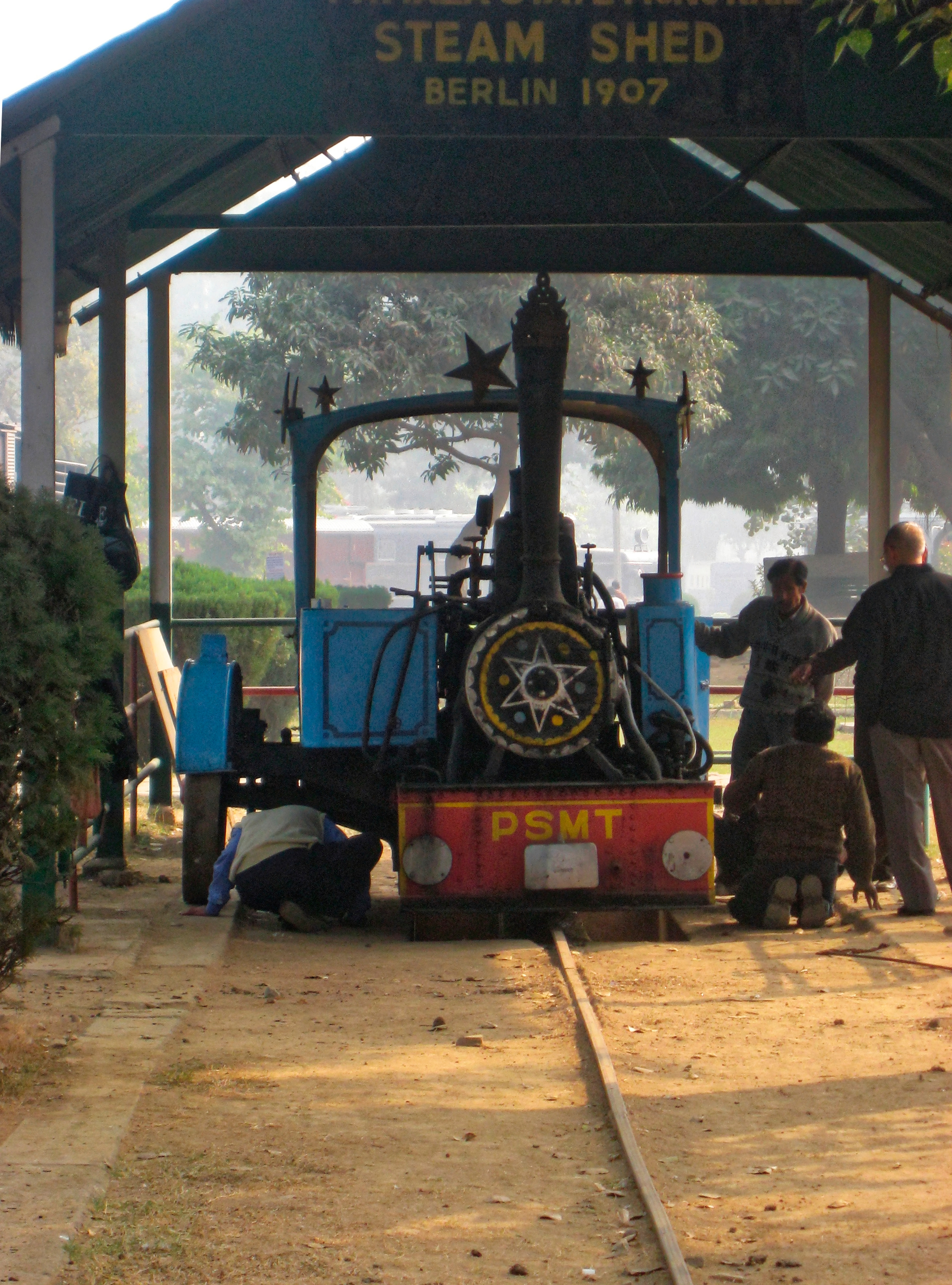
La locomotiva Orenstein & Koppel 0-3-0 conservata, la vista frontale evidenzia la monorotaia di tipo Ewing.
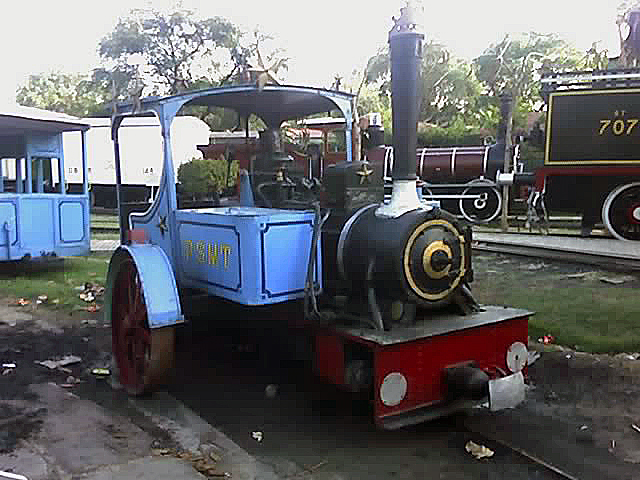
Primo piano della locomotiva O&K conservata presso il National Rail Museum.
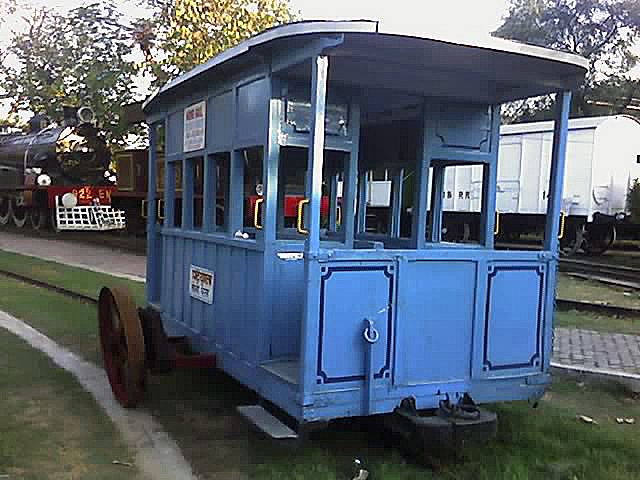
La carrozza ricostruita.
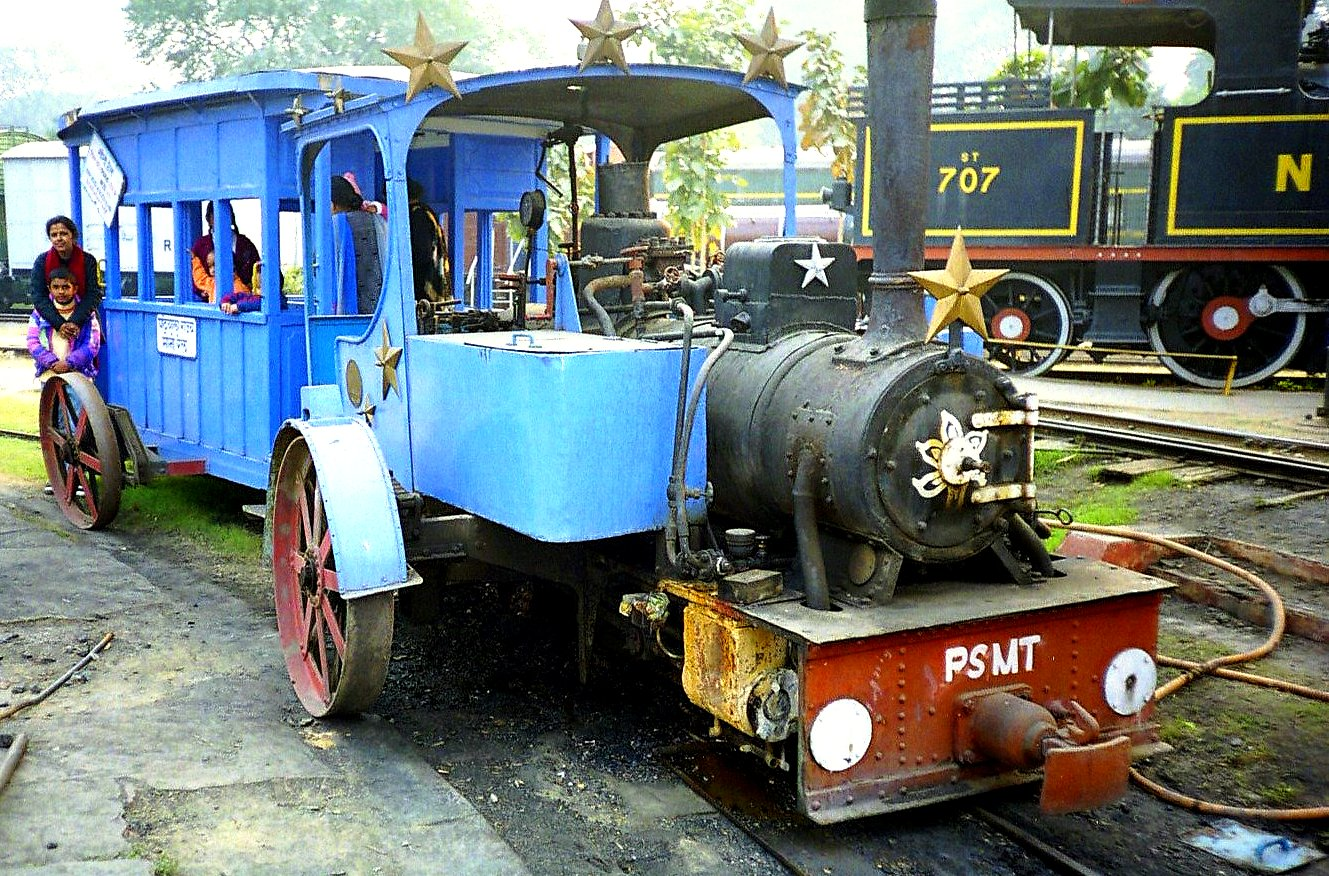
Locomotiva e carrozza al National Rail Museum.